# Estadio 25 de Noviembre
Het Estadio 25 de Noviembre is een multifunctioneel stadion in Moquegua, een stad in Peru. 
Het stadion wordt vooral gebruikt voor voetbalwedstrijden, de voetbalclubs San Simón de Moquegua en Cobresol maken gebruik van dit stadion. Het stadion werd ook gebruikt voor het Zuid-Amerikaans kampioenschap voetbal onder 20 van 2011. In het stadion is plaats voor 21.000 toeschouwers. Het stadion werd geopend in 2009. 